# Club Deportivo Mavort
El Club Deportivo Mavort es un equipo de baloncesto ecuatoriano, que juega en la Liga Ecuatoriana de Baloncesto, la primera competición de baloncesto del país. Se destaca por la fidelidad de sus hinchas y el fanatismo que se genera cada vez que se presenta el equipo, algo muy poco común en este deporte. El equipo ha jugado de local en Quito, Ibarra, Sangolqui y este año probara la plaza de la ciudad de Riobamba (Ecuador). Juega el clásico pichinchano contra UTE y ESPE. 

## Historia
En 1989 Se funda el Club Deportivo Mavort por la empresa constructora MAVORT cuyos socios eran Arley Medina Velásquez y Vladimir Ortega Rodríguez y con la única finalidad de hacer crecer y promover el baloncesto ecuatoriano. El nombre se origina mediante la combinación de los nombres Medina, Arley, Velásquez (MAV) y Ortega(ORT). El quinteto constructor consigue por primera vez un título como el Campeonato de Pichincha en 1989 y en el básquetbol era notablemente superior, por lo que en el año 1990 dan un gran salto y se incorporan a la Liga Nacional.  
Durante los primeros años destacó llegando a los cuartos de final y semifinales durante la década de los 90 contando figuras del básquetbol ecuatoriano como Cristian Fernández, Cristian Chiriboga, Galo Valencia, Jonny De la Torre, Engels Tenorio, los extranjeros Calvester Ferguson y Damon Jones además del excelente entrenador ecuatoriano Telémaco Porozo. El 2001 logra hacer un récord nacional ya que Mavort se alza con una victoria con mayor diferencia de puntos a nivel del baloncesto ecuatoriano: Mavort 167 - 39 San Francisco por el Torneo Provincial de Pichincha; además con un gran equipo queda campeón de la Liga Nacional de Baloncesto por primera vez derrotando en la final a quien más tarde sería su rival clásico del baloncesto nacional: la Universidad Tecnológica Equinoccial (UTE) por 2 a 0 y al año siguiente debuta por primera vez en la Liga Sudamericana de Clubes donde cumplen su mejor campaña ocupando el quinto lugar de este certamen sudamericano. Además ese mismo año queda subcampeón de la Liga Nacional de Baloncesto; cayendo en la final ante la ESPE 2 a 0 en la serie final. 
Después de algunos sinsabores, a finales del 2008 se contrata al entrenador argentino Juan José Pidal y Mavort comienza a ser del equipo protagonista a ser un equipo potencia a nivel nacional.
En la temporada 2009, de la mano del técnico argentino Juan José Pidal, y de sus mejores figuras: Engels Tenorio y del cubano Reinaldo García, Mavort logra su segundo título de baloncesto a nivel nacional venciendo a la Universidad Tecnológica Equinoccial (UTE) en el mes de octubre por un 2 a 0 a favor en la serie, ya que en el juego anterior, Mavort fue superior por 101 a 93 y en el juego de vuelta en el Coliseo Julio César Hidalgo el cuadro constructor canastea 138 a 119. Además en esa final Engels Tenorio, el mejor baloncestista ecuatoriano de los últimos tiempos, se retiró del baloncesto. Los 4.000 aficionados que asistieron a su último juego como profesional despidieron al espigado jugador con una ovación.
En enero de 2011 participa por primera vez en la Liga de las Américas 2010-11, marcando un hito que por primera vez un club de baloncesto ecuatoriano juegue (hasta ahora) el torneo más importante del continente americano, quedando eliminado en primera ronda. Asistió a este torneo internacional ya que ganó la Liga Nacional de Baloncesto 2009.
El 1 de octubre de 2011 Mavort logra el tercer campeonato nacional de baloncesto, pero bajo el formato de la nueva Liga Ecuatoriana de Baloncesto, en la primera final en Guayaquil gana al cuadro politécnico de visita por 94 a 98; pero en el segundo partido en Ibarra, con un coliseo lleno sorpresivamente cae por 87 a 97, forzando a un juego final donde la jerarquía el cuadro constructor se adjudica en la final por 88 - 83 frente Espol en el Coliseo Luis Leoro Franco, destacándose como una de las temporadas más exitosas de La Liga Nacional de Ecuador, con una cobertura periodística, tanto televisiva, escrita y radial, sin precedentes.

## Trayectoria
Nota: G: Partidos ganados; P: Partidos perdidos; Pts: Puntos
| Temporada                      | G            | P            | Pts          | Play-offs                                         | Resultado                                                 |
| ------------------------------ | ------------ | ------------ | ------------ | ------------------------------------------------- | --------------------------------------------------------- |
| Liga Nacional de Baloncesto    |              |              |              |                                                   |                                                           |
| 2001                           |              |              |              | Gana Finales LNB                                  | Mavort 2 - UTE 0                                          |
| 2002                           | 4            | 0            | 8            | Gana 1ª Ronda Gana Semifinales Pierde Finales LNB | Mavort 2 - Espoli 0 Mavort 2 - UTE 1 ESPE 2 - Mavort 0    |
| 2003                           | 0            | 2            | 2            | Pierde 1ª Ronda                                   | ESPE 2 - Mavort 0                                         |
| 2004 - 2007                    | No participó | No participó | No participó | No participó                                      | No participó                                              |
| 2008                           | 2            | 4            | 8            | Pierde 1ª Ronda                                   | UTE 2 - Mavort 0                                          |
| 2009                           | 9            | 2            | 20           | Gana Semifinales Gana Finales LNB                 | Mavort 2 - Importadora Alvarado Pydaco 1 Mavort 2 - UTE 0 |
| 2010                           | 8            | 0            | 16           | Pierde Semifinales                                | ESPE 2 - Mavort 1                                         |
| Totales                        |              |              |              |                                                   |                                                           |
| Playoffs                       |              |              |              | 2 Campeonatos                                     | 2 Campeonatos                                             |
| Liga Ecuatoriana de Baloncesto |              |              |              |                                                   |                                                           |
| 2011                           | 9            | 5            | 23           | Gana Semifinales Gana Finales LEB                 | Mavort 2 - UTE 0 Mavort 2 - ESPOL 1                       |
| 2012                           | 1            | 11           | 13           | Pierde 1ª Ronda                                   | UTE 2 - Mavort 0                                          |
| Totales                        | 10           | 16           | 36           |                                                   |                                                           |
| Playoffs                       | 4            | 3            | 11           | 1 Campeonatos                                     | 1 Campeonatos                                             |

## Pabellón
Para el 2015, el equipo juega sus partidos de casa en el Coliseo Teodoro Gallegos Borja de la ciudad de Riobamba, en el centro del Ecuador.

## Datos del club
- Temporadas en Liga Ecuatoriana de Baloncesto: 8 (2001-2003, 2008- )
- Participaciones internacionales (7):
  - Liga de las Américas (3): 2010-11, 2013, 2014
  - Sudamericano de Clubes Campeones (1): 2002.
  - Liga Sudamericana (3): 2002, 2010, 2012.

## Palmarés
- Liga Ecuatoriana de Baloncesto (3): 2001, 2009, 2011.[10]
- Subcampeón de la Liga Ecuatoriana de Baloncesto (1): 2002.
- Campeón de Pichincha (1): 1989